# Bettembourg

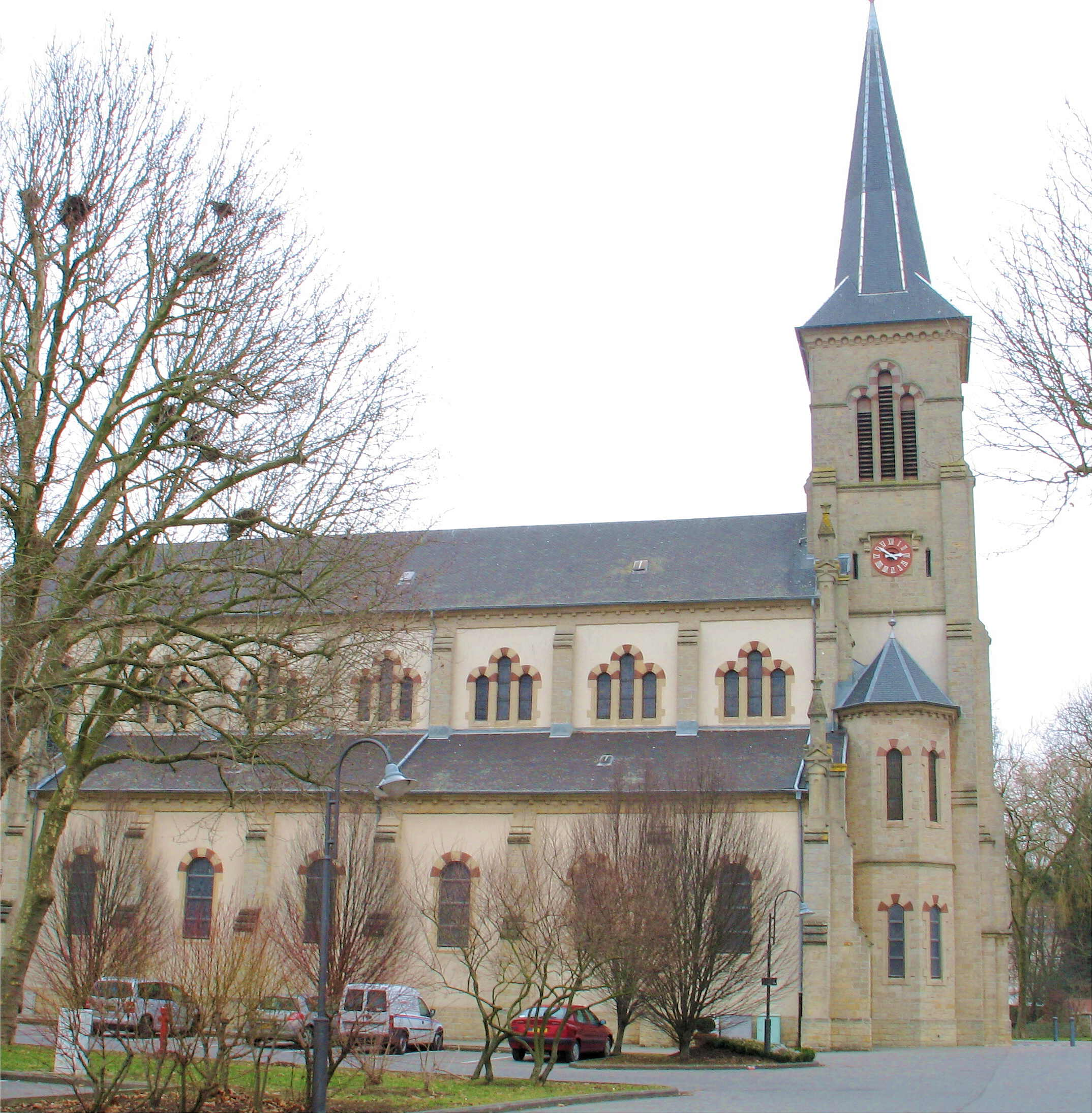
Onze-Lieve-Vrouw Hemelvaartkerk

Bettembourg (Luxemburgs: Beetebuerg, Duits: Bettemburg) is een gemeente in het Luxemburgse Kanton Esch. De gemeente heeft een totale oppervlakte van 21,49 km² en telde 9438 inwoners op 1 januari 2007.

## Bezienswaardigheden
- Het Slot Bettembourg.

## Evolutie van het inwoneraantal
| Jaar                              | 2001 | 2002 | 2003 | 2004 | 2005 |
| --------------------------------- | ---- | ---- | ---- | ---- | ---- |
| Inwoneraantal                     | 9063 | 9125 | 9163 | 9115 | 9234 |
| Opmerking: tellingen op 1 januari |      |      |      |      |      |

## Verkeer
Bettembourg heeft een spoorwegknooppunt met rangeerterrein.

## Geboren
- Lé Tanson (1914-1999), kunstenaar